# Stenopsyche imitata
Stenopsyche imitata is een fossiele soort schietmot uit de familie Stenopsychidae.